# Intal
Intal é uma língua auxiliar internacional, publicada em 1956 pelo linguista alemão Erich Weferling. Seu nome é um acrônimo para INTernational Auxiliary Language. O Intal foi concebido para unir as características mais importantes das línguas auxiliares internacionais existentes, como Esperanto, Ido, Interlingue, Neo, Novial e Interlingua, em um sistema de compromisso.

## História
No ano de 1956, Erich Weferling publicou a primeira versão de seu sistema Intal. A versão final do Intal foi publicada por Weferling no ano de 1978.
Weferling viu seu Intal como um compromisso entre as linguagens construídas mais importantes, então ele deliberadamente se absteve de criar um dicionário completo de Intal. Ele considerava as diferentes línguas construídas existentes como dialetos de uma língua internacional comum. Ele recomendou o uso do vocabulário das principais línguas auxiliares internacionais, adaptado à ortografia e fonologia do Intal.
Weferling escreveu a maior parte de seu material no Intal no próprio idioma. No ano de 1976 Weferling chegou a publicar sua autobiografia. Ek le vive de un oldi interlinguistiker (Da vida de um velho interlinguista) em Intal.
Depois que Weferling morreu em 1982, seus esforços foram quase esquecidos e as autoridades das organizações de linguagem construída sobreviventes não mostraram prontidão para mudar seu sistema de acordo com o Intal ou para unificar.

## Ortografia
Alfabeto e pronúncia
| Alfabeto Intal | Alfabeto Intal | Alfabeto Intal | Alfabeto Intal | Alfabeto Intal | Alfabeto Intal | Alfabeto Intal | Alfabeto Intal | Alfabeto Intal | Alfabeto Intal | Alfabeto Intal | Alfabeto Intal | Alfabeto Intal | Alfabeto Intal | Alfabeto Intal | Alfabeto Intal | Alfabeto Intal | Alfabeto Intal | Alfabeto Intal | Alfabeto Intal | Alfabeto Intal | Alfabeto Intal | Alfabeto Intal | Alfabeto Intal |
| Número         | 1              | 2              | 3              | 4              | 5              | 6              | 8              | 8              | 9              | 10             | 11             | 12             | 13             | 14             | 15             | 16             | 17             | 18             | 19             | 20             | 21             | 22             | 23             |
| -------------- | -------------- | -------------- | -------------- | -------------- | -------------- | -------------- | -------------- | -------------- | -------------- | -------------- | -------------- | -------------- | -------------- | -------------- | -------------- | -------------- | -------------- | -------------- | -------------- | -------------- | -------------- | -------------- | -------------- |
| Maiúsculas     | A              | B              | C              | D              | E              | F              | G              | H              | I              | J              | K              | L              | M              | N              | O              | P              | R              | S              | T              | U              | V              | Y              | Z              |
| Minúsculas     | a              | b              | c              | d              | e              | f              | g              | h              | i              | j              | k              | l              | m              | n              | o              | p              | r              | s              | t              | u              | v              | y              | z              |
| Fonema IPA     | a              | b              | ʃ              | d              | e              | f              | g              | h              | i              | ʒ              | k              | l              | m              | n              | o              | p              | r              | s              | t              | u              | v              | j              | z              |

O Intal usa a escrita latina sem sinais especiais. O alfabeto Intal tem 23 letras, 5 vogais (a, e, i, o, u) e 18 consoantes (b, c, d, f, g, h, j, k, l, m, n, p, r, s, t, v, y, z). As consoantes q, w e x são usadas apenas em nomes próprios e palavras estrangeiras.
c é pronunciado /ʃ/ (como em inglês sh), g sempre difícil (como em alemão), j como em francês e y e z como em inglês.
A ênfase de uma palavra está na vogal antes da última consoante, a menos que marcada por um acento como em idé e tabú.

## Gramática[2]
Artigos
O artigo definido no Intal é le. É usado da mesma forma para singular e plural e para todos os gêneros. O artigo indefinido no Intal é un. É usado para todos os gêneros, mas apenas no singular.
Substantivos
Os substantivos não têm terminação específica. O final eufônico usual é -e como: libre livro, table mesa, mas também manu mão e hotel hotel.
O gênero natural de entidades vivas pode ser expresso por -o para gênero masculino e -a para gênero feminino: como kavale cavalo, kavalo garanhão, kavala égua.
O plural é marcado por 's como table's mesas.
O caso genitivo é expresso pela preposição de e com o artigo definido torna-se del, como del patro do pai. O caso dativo que indica o objeto indireto é formado pela preposição a ou com o artigo definido al, como al patro ao pai. O caso acusativo que indica o objeto direto é idêntico ao nominativo. Somente quando a ordem das palavras é alterada pode-se usar a partícula -em, como Vu-em me danka É a você que eu agradeço.
Adjetivos
Adjetivos terminam geralmente em -i como em Novial: boni bom, beli bonito. A desinência -i pode ser omitida por razões eufônicas. O adjetivo não é alterado de acordo com o caso, gênero ou singular/plural. É colocado antes do sujeito.
Advérbios
Os advérbios são principalmente derivados de adjetivos, alterando a terminação para –im. Exemplos: bonim bem, verim verdadeiramente.
Verbos
- Intal não tem terminação infinitiva distinta; o infinitivo é idêntico ao tempo presente, que termina sempre em -a . Então vida significa "ver" e me vida significa "eu vejo".
- O pretérito é formado colocando a partícula did antes do infinitivo/presente do verbo ou com a desinência -ed . Então pode-se dizer me did vida ou me vided, "eu vi".
- O futuro é formado com a partícula ve na frente do infinitivo/presente do verbo: me ve vida "eu vou ver".
- A condicional é formada colocando a partícula vud antes da forma infinitiva/presente do verbo: me vud vida "eu veria".
- A desinência imperativa é -u : Venu! Venha!
- O particípio ativo é formado por -ant após o radical do verbo, como amant amando, soluant resolvendo.
- O particípio passivo é formado por -at no radical do verbo, como amat amado, soluat resolvido.
- A voz passiva que significa ação é formada com a ajuda da partícula fi e do particípio passivo do verbo. Me fi konvinked Fico convencido. Se a voz passiva está descrevendo um estado, então ele é expresso pelo verbo auxiliar es "ser". Le porte es klozat dum le toti nokte A porta fica fechada durante toda a noite.

Pronomes
- Pronomes singulares: me eu, me, tu você/tu, il ele, el ela, it pronome neutro, ol pronome neutro para uma entidade viva cujo gênero não é definido.
- Pronomes plurais: nos, vus, les
- Adjetivos possessivos são formados adicionando a desinência -i aos pronomes pessoais: mei meu, tui teu, sui dele ou dela, ilsui dele, elsui dela, nosi nosso, vusi teus, lesi deles ou delas.
- O pronome reflexivo é se, mas é usado apenas para a terceira pessoa do singular ou do plural: Il lava se Ele se lava, mas Me lava me eu me lavo.
- O pronome impessoal é on um.

Números
- Números cardinais: un, du, tri, kvar, kvin, siks, sep, ok, nin, dek, dekun, dekdu,..., dudek, dudek un, ..., tridek,...,sent, mil, milion, milhard'
- Os números ordinais são formados pela adição da terminação –ti aos números cardinais: prim/unti primeiro, duti segundo, triti terceiro.[3]

Preposições
in em, a para, sur sobre/em, etc.
Conjunções
e e, o ou, si se, ma mas, etc.
Sintaxe
A ordem básica das palavras é sujeito-verbo-objeto.